# Matthew Raper
Matthew Raper (1705 — 1778) foi um matemático e astrônomo britânico.